# Denise Gruhn
Denise Gruhn (* 1990) ist eine deutsche Freistilschwimmerin, die auf die langen Strecken spezialisiert ist. Bei den Deutschen Kurzbahnmeisterschaften 2012 holte die für die SG Dortmund startende Athletin ihren zweiten nationalen Titel als Deutsche Meisterin über 1500 m Freistil in 16:35,67 min.

## Weitere Erfolge
Die früher auch für die SG Essen, SSF Bonn und Rhenania Köln antretende Denise Gruhn erzielte mit der 10-mal-100-Meter-Freistilstaffel der SG Dortmund im April 2012 in 9:50,84 min Deutschen Rekord. Mit der 4-mal-200-Meter-Staffel der Dortmunder erreichte sie bei den Deutschen Schwimmmeisterschaften 2012 im Mai Gold in 8:17,71 min und  Bronze über 1500 Meter hinter der 15-jährigen Siegerin Leonie Antonia Beck vom SV Würzburg 05 (16:41,69). Zudem gelang ihr mit dem Bronzerang auch über 800 und über 400 m Freistil der Sprung aufs Siegerpodest, jeweils hinter der Siegerin Sarah Köhler von der SG Frankfurt.